# Alojz Diacci
Alojz Diacci [alójz djáči], slovenski sindikalni delavec, * 19. junij 1903, Sedraž, † 18. november 1984, Celje.

## Življnje in delo
Kot rudar se je priključil sindikalnemu gibanju, bil delavski zaupnik, postal član načelstva Jugoslovanske strokovne zveze in predsednik bratovske skladnice. Leta 1940 je bil med soorganizatorji ilegalne konference krščanskih socialistov v Laškem, na kateri so poudarili potrebo po povezavi s Komunistično partijo Slovenije in po enotni delavski fronti v boju proti fašizmu. Leta 1941 se je pridružil narodnoosvobodilni borbi, postal član prvega pokrajinskega odbora Osvobodilne fronte za Štajersko. Leta 1944 je odšel v partizane. V Kočevskem Rogu je v Bazi 80 delal v odseku za socialno skrbstvo pri predsedstvu Slovenskega narodnoosvobodilnega sveta. Po končani vojni je bil med drugim član predsedstva Glavnega odbora sindikatov Slovenije; hkrati pa je do upokojitve še vedno delal v rudniku. Bil je tudi član Sveta Socialistične republike Slovenije.